# Komaba

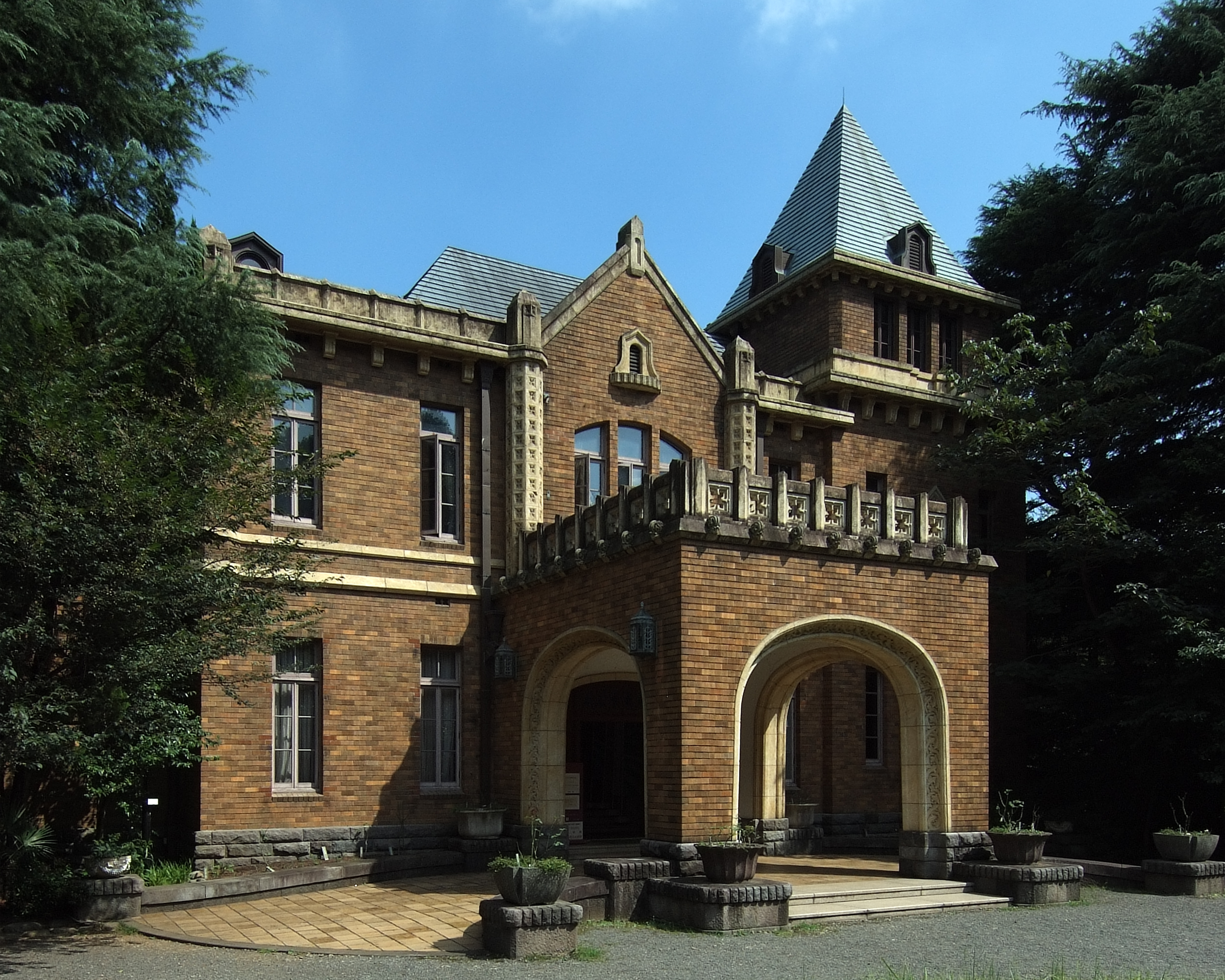
Maeda-Residenz in Komaba

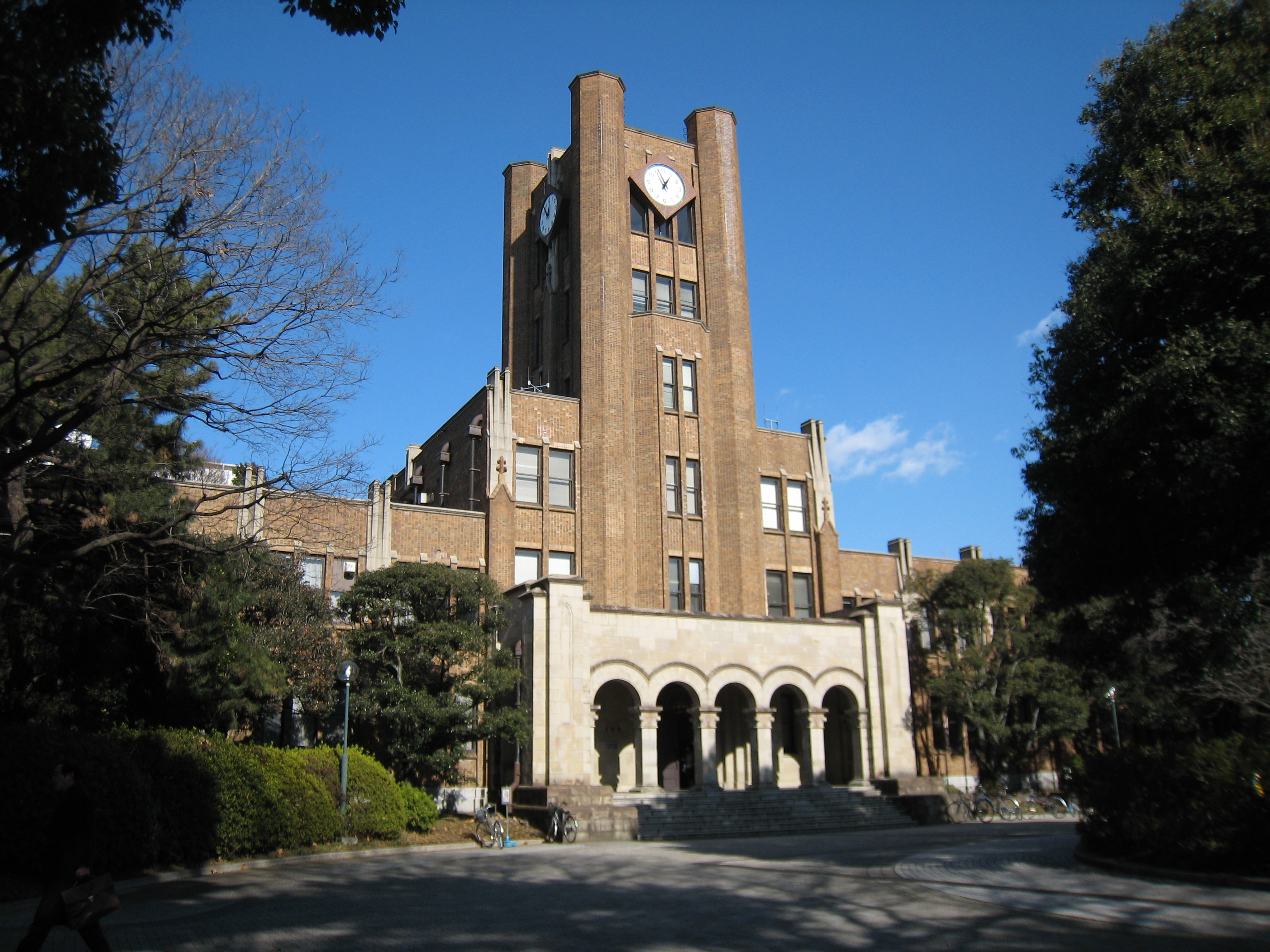
Komaba-Campus der Universität

Komaba (japanisch 駒場) ist ein Stadtteil im Bezirk Meguro der japanischen Hauptstadt Tokio.
Im Bezirk befindet sich der Komaba-Campus der Universität Tokio.
Bekannt ist der Stadtteil auch wegen des Komaba-Parks, der mit der wohlhabenden Fürstenfamilie Maeda verbunden ist. 

## Kultur und Sehenswürdigkeiten
Sehenswürdigkeiten sind das Museum für japanische Volkskunst und der Komaba-Park.

## Verkehr und Infrastruktur
- Bahn: Komaba-tōdaimae-Station, Keiō Inokashira-Linie.

Koordinaten: 35° 39′ 44″ N, 139° 40′ 48″ O